# Kaltental
Kaltental ist ein Markt im schwäbischen Landkreis Ostallgäu. Er entstand anlässlich der Gebietsreform am 1. April 1971 durch den Zusammenschluss der drei Gemeinden Aufkirch, Blonhofen und Frankenhofen.

## Geografie
Die Gemeinde liegt am Rand der Allgäuer Landschaft. Die Höhenlage beträgt 675 m ü. NHN nördlich von Gerbishofen bis 786 m ü. NHN südöstlich von Frankenhofen.

### Gliederung
Die Gemeinde hat 8 Gemeindeteile (in Klammern ist der Siedlungstyp angegeben):
- Altensberg (Einöde)
- Aufkirch (Pfarrdorf)
- Blonhofen (Dorf)
- Eldratshofen (Weiler)
- Frankenhofen (Pfarrdorf)
- Gerbishofen (Weiler)
- Helmishofen (Kirchdorf)
- Hof (Weiler)

Kaltental besitzt die Gemarkungen Aufkirch, Blonhofen und Frankenhofen. Der Ortsteil Helmishofen hat keine eigene Gemarkung, sondern gehört zur Gemarkung Aufkirch. Einen Gemeindeteil mit dem Namen Kaltental gibt es in der Marktgemeinde nicht.

## Geschichte

### Gemeindename
Der Name der Marktgemeinde wurde bei dem anlässlich der Gebietsreform am 1. April 1971 erfolgten Zusammenschluss der drei Gemeinden Aufkirch, Blonhofen und Frankenhofen nach zum Teil sehr angeregten Debatten auch gegen das Anraten des Bayerischen Hauptstaatsarchivs und anderer maßgeblicher Stellen festgelegt. Er hat keinen direkten historischen Bezug zu den Vorgängergemeinden, sondern ist der Name des Adelsgeschlechts von Kaltental, die bis zum Jahre 1699 unter anderem den Ort Osterzell besaßen – jedoch keinen der ursprünglichen Ortsteile des neuen Markts Kaltental. Der Name wurde frei gewählt, weil die drei Gemeindeteile im „kalten Tal“ liegen, was wiederum nichts mit Kälte zu tun hat, vielmehr übertrug sich der Name, der von Jakob von Kaltental begründeten Herrschaft über Osterzell und Umgebung, auch auf das Tal.

### Vor der Gemeindefusion
Das Gebiet der heutigen Gemeinde Kaltental lag zum größten Teil im Pflegamt Buchloe des Hochstiftes Augsburg. Seit dem Reichsdeputationshauptschluss von 1803 gehört der Ort zum Kurfürstentum Bayern.

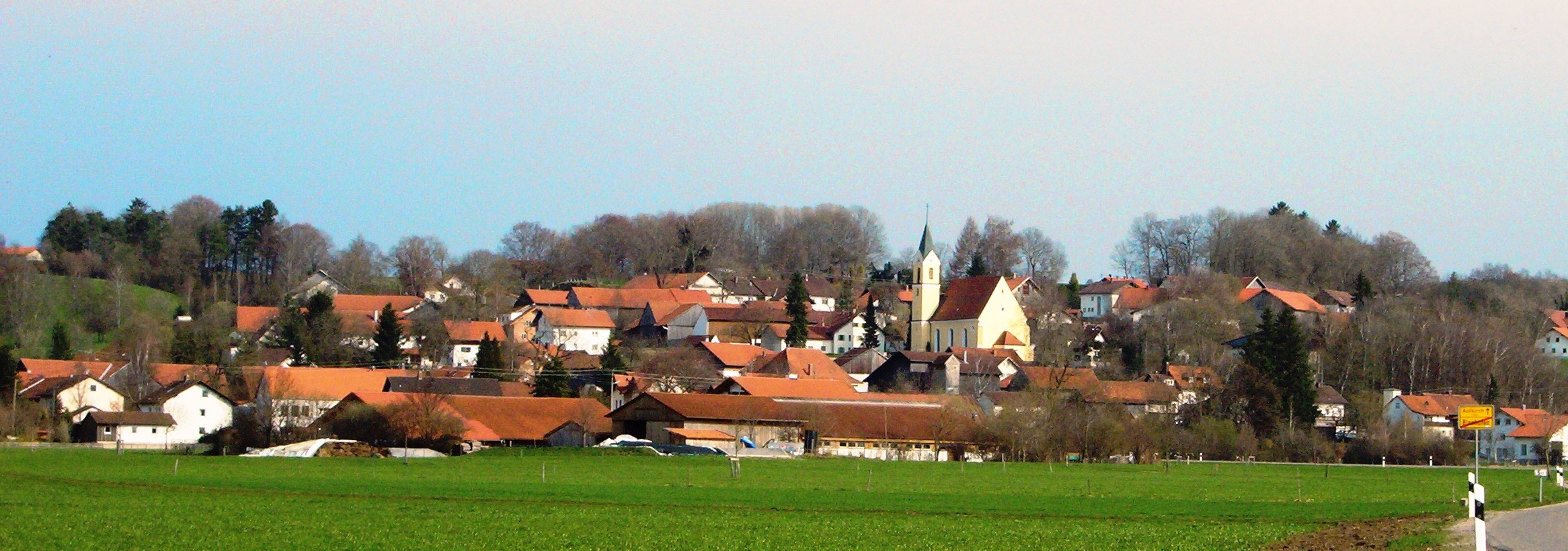
Gemeindeteil Aufkirch von Blonhofen aus gesehen

#### Aufkirch
Der Ort Aufkirch wurde erstmals im Jahre 1287 in einer Urkunde des Klosters Steingaden erwähnt. 1437 erlangte dann das Hochstift Augsburg die Gerichtsbarkeit über Aufkirch und strebte auch die Grundherrschaft im ganzen Ort an. In Aufkirch bestand, wie der Name schon vermuten lässt, schon in sehr früher Zeit eine Kirche. Die jetzige Kirche aus dem Jahr 1618 bedurfte bereits in den Jahren 1656 und 1686 gründlicher Renovierungsarbeiten. Der Turm wurde 1843 neu gebaut. Die letzte gründliche Renovierung erfolgte 1972–1975.
In Aufkirch gab es bereits seit 1513 eine Schule. Im Dreißigjährigen Krieg und während der Hungersnot im Jahre 1618 erlitten die Bewohner Aufkirchs große Drangsal. 1635 raffte die Pest die Hälfte der Bevölkerung dahin. Bauernkrieg, Schmalkaldischer Krieg, die Franzosenzeit sowie die beiden Weltkriege brachten weiteres großes Elend über die Gemeinde Aufkirch.

#### Blonhofen
Im Nordwesten von Aufkirch befindet sich das Straßendorf Blonhofen. Diese Marktgemeinde bildete 1971 zusammen mit Aufkirch und Frankenhofen die neue Kommune, die den Namen Kaltental erhielt; die Bezeichnung „Markt“ leitet die neue Gemeinde von Blonhofen ab. Der Ort war seit jeher nach Aufkirch eingepfarrt. Erstmals kommt der Ort etwa um 1150 als Pluwenhofen vor. Zu jener Zeit war Blonhofen hauptsächlich in welfischem Besitz. Etwa um 1500 befand sich der Ort im Besitz der Benzenauer auf Großkemnat. Diese verkauften ihn 1556 an Peter Gaisberg zu Blonhofen, der ihn zur Herrschaft Altensberg schlug. Mit dieser kam er 1611 an die Herren von Stotzingen und 1611 an das Hochstift Augsburg. Das genaue Datum der Marktverleihung ist nicht belegt.
Bereits 1686 bestand in Blonhofen eine Zunft der Metzger, Schuster, Schneider und Weber. Zu ihnen gehörten die Meister im Umkreis zwischen Stöttwang und Jengen sowie von Oberbeuren bis ins Fuchstal und darüber hinaus. Blonhofen hatte bereits um 1400 ein Frauenklösterlein, das um 1600 einging. Die Gebäude wurden in einen Zehentstadel umgewandelt, der 1852 abgerissen wurde. Die Kirche in Blonhofen, die den Aposteln Philipus und Jakobus geweiht ist, stammt in einigen Teilen noch aus gotischer Zeit. Das Langhaus wurde 1852 nach Abbruch des westlich gelegenen Zehentstadel erweitert.
Im Jahre 1835 bat der Gemeinderat der Gemeinde Markt Blonhofen um ein Gemeindewappen mit dem Abbild des Dorfpatrons, dem Heiligen St. Sebastian. Ein Jahr später entsprach König Ludwig I. von Bayern dem Wunsch der Gemeindeväter und genehmigte das Wappen.

#### Frankenhofen
Das Reihendorf Frankenhofen war bis 1971 eine eigenständige Gemeinde, bis es in die Gemeinde Aufkirch eingemeindet wurde. Gegründet wurde Frankenhofen vermutlich im 8. Jahrhundert mit dem seelsorgerischen und klösterlichen Mittelpunkt Stöttwang. Die Herrschaftsrechte über Frankenhofen lagen bei der Feste Helmishofen, bis sie im Jahr 1437 von Veit Schmiecher zu Helmishofen an Bischof Peter von Augsburg verkauft wurde. Am Grundbesitz waren im späten Mittelalter Bürger aus Augsburg, Landsberg, Füssen, Kaufbeuren und Memmingen beteiligt. Ab 1610 erwarb das Hochstift Augsburg nach und nach den Großteil des Grundbesitzes.
Die Kirche des Ortes, den Heiligen Laurentius und Agatha geweiht, wurde bereits im Jahr 1488 von Weihbischof Ulrich konsekriert und seither mehrmals renoviert und restauriert. Frankenhofen hat überwiegend landwirtschaftliche aber auch handwerkliche Betriebe.

#### Helmishofen

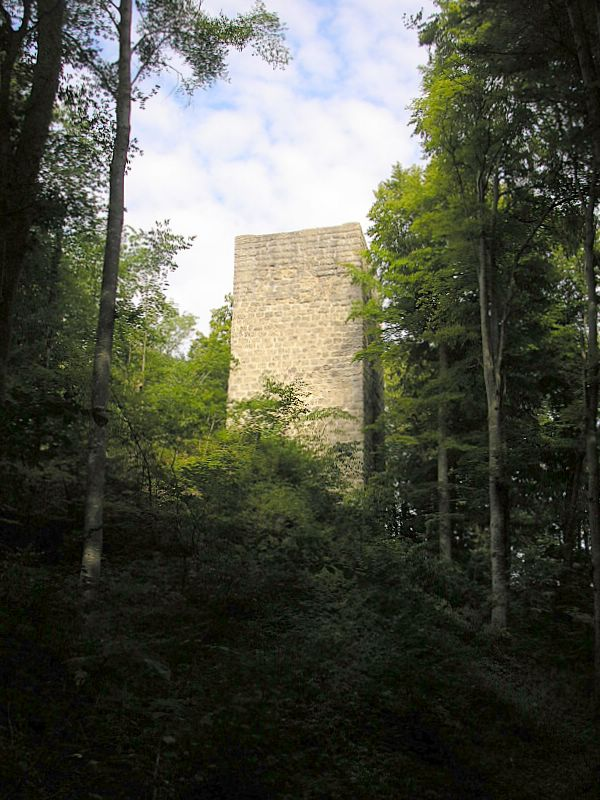
Burgruine bei Helmishofen

Das südlich von Aufkirch gelegene Kirchendorf Helmishofen war in früherer Zeit eine eigene Pfarrei und wird erstmals 1180 genannt. Am Ende des 18. Jahrhunderts wurde die Pfarrei mit der Pfarrei Aufkirch vereint. Südöstlich von Helmishofen stand am Höhenrand die Burg Helmishofen. Diese Burg war schon seit dem frühen Mittelalter erst stöttwangisches, dann stiftkemptisches Lehen. Ein Ortsgeschlecht wird von 1190 bis 1332 genannt. Gegen Ende des 14. Jahrhunderts macht sich ein bayerisches Rittergeschlecht, die Herren von Schmiechen, ansässig. Am 25. April 1437 verkauft Veit Schmiecher zu Helmishofen die Burg mit seinen Zugehörten an Bischof Peter und das Hochstift Augsburg. Das Hochstift setzte auf die Burg einen Pfleger mit einem Propst und einem Richter und erwarb weitere Besitzrechte in dieser Gegend. So gehören zur Pflege Helmishofen unter anderem die Orte Honsolgen, Helmishofen, Frankenhofen, Aufkirch, Altensberg mit Blonhofen, Menhofen mit Gerbishofen und Linden sowie Güter in Mühlen und Gutenberg. Die Burg Helmishofen wurde 1525 von den Bauern von Blonhofen, Aufkirch, Helmishofen und Frankenhofen, die sich gegen ihren Herren, den Bischof von Augsburg, erhoben, zerstört. In den folgenden Jahren wurde sie dann wieder aufgebaut, bevor sie dann im 18. Jahrhundert endgültig abbrannte. Heute steht nur noch der Turm, der heute als „Römerturm“ bezeichnet wird, sowie kleinere Mauerreste.
Das Kirchlein St. Nikolaus in Helmishofen erhielt 1474 einen Ablass. Es fand aber auch ein Neubau statt, von dem noch heute der Chor erhalten ist. Im 17. Jahrhundert wurde das Langhaus und unter Leitung von Johann Michael Fischer 1732 der Turm neu aufgebaut. Das Kirchlein enthält einige spätgotische Holzskulpturen und an der Langhausnordwand Gedenksteine einiger Ritter zu Helmishofen und deren Frauen.

#### Altensberg
Nordöstlich von Aufkirch, auf dem Höhengrad des Hühnerbachtals liegt die Einöde Altensberg. Die Ansiedlung erscheint bereits nach 1100 als „Altichsberg“; es saß dort ein Adeliger namens Manegold. Bis 1530 gehörte Altensberg nach Großkemnat und kam 1562 über das Spital Kaufbeuren, an zu einem in seiner Zeit bedeutenden Mann, Peter von Gaisberg. Dieser Begründete die Herrschaft Altensberg, zu der auch Blonhofen und Unterostendorf, sowie Besitzungen in Stöttwang und Reichenbach gehörten. Die Söhne verkauften den Sitz Altensberg 1577 an Rupprecht von Stotzingen, Ein Georg Leonhard von Stotzingen und seine Gemahlin verkauften 1611 ihre Herrschaft für 104.000 Gulden an Bischof Heinrich von Augsburg. Das Schloss Altensberg, in welchem bereits 1612 bis 1635 der Pfleger von Helmishofen seinen Sitz nahm, wurde wahrscheinlich im Dreißigjährigen Krieg zerstört.

#### Eldratshofen
Der kleine Kirchenweiler nördlich von Aufkirch, der auf der östlich das Hühnerbachtal begrenzende Anhöhe liegt, war früher eine selbständige Pfarrei, zu der auch die Höfe in Gerbishofen gehörten. 1489 kam diese Pfarrei an die Pfarrei Kinsau und 1814 an die Pfarrei Aufkirch. 1240 bis 1303 wird ein Ortsgeschlecht Ellinhartshovin bezeugt. Ein Hof und der Zehnt waren Lehen vom Kloster Kempten, was auf die Kirchengründung von Stöttwang aus schließen lässt. 1460 ist ein Kirchenherr genannt. Grundbesitz hatten auch das Spital Schongau und das Frauenkloster Kaufbeuren. Das Hochgericht übten bis 1785 die Baiern aus, dann das Hochstift Augsburg bis 1803.

#### Gerbishofen
Östlich von Blonhofen liegt der Weiler Gerbishofen. Ein Leonhard von Lechsberg gab Gerbishofen 1437 an das Kloster Irsee, welches den Weiler im Jahre 1600 an das Hochstift Augsburg verkaufte. Gerbishofen gehörte zur vereinigten Pflege Buchloe-Helmishofen. Im Ort steht eine Kapelle Maria Heimsuchung, die sich in Privatbesitz befindet und 1874 von Eulogius Birk infolge eines Gelübdes errichtet wurde.

### Einwohnerentwicklung
| Jahr      | 1840 | 1900 | 1939 | 1950 | 1961 | 1970 | 1987 | 1991 | 1995 | 2000 | 2005 | 2010 | 2015 | 2020 |
| Einwohner | 791  | 1040 | 981  | 1586 | 1314 | 1260 | 1232 | 1373 | 1507 | 1583 | 1653 | 1609 | 1653 | 1713 |

Kaltental wuchs von 1988 bis 2008 um 349 Einwohner bzw. ca. 27 %. Zwischen 1988 und 2018 wuchs die Gemeinde von 1276 auf 1675 um 399 Einwohner bzw. um 31,3 %.

## Politik und Öffentliche Verwaltung
Die Gemeinde ist ein Mitglied der Verwaltungsgemeinschaft Westendorf.

### Bürgermeister
Erster Bürgermeister ist Manfred Hauser (Heimat-Freie Wählergruppe Aufkirch, Freie Wählergemeinschaft Blonhofen und Fortschrittliche Freie Wählergruppe Frankenhofen). Dieser wurde im Jahr 2002 Nachfolger von Wilhelm Poppler (Freie Fortschrittliche Wählergruppe). Bei den Kommunalwahlen 2008 wurde Manfred Hauser als gemeinsamer und einziger Kandidat der drei Wahlvorschläge Heimat-Freie Wählergruppe Aufkirch, Freie Wählergemeinschaft Blonhofen und Fortschrittliche Freie Wählergruppe Frankenhofen für eine weitere Wahlperiode wiedergewählt. Bei der Kommunalwahl 2014 wurde er ein weiteres Mal mit 88,9 % der gültigen Stimmen im Amt bestätigt-

### Gemeinderat
Dem Marktgemeinderat gehören neben dem Ersten Bürgermeister zwölf weitere Mitglieder an. Die Gemeinderatswahlen seit 2014 führten zu folgenden Ergebnissen:

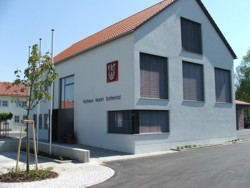
Gemeindeverwaltung von Markt Kaltental in Aufkirch

| Liste             | 2020  | 2014 | 2014  |
| Liste             | Sitze | %    | Sitze |
| ----------------- | ----- | ---- | ----- |
| HFWG Aufkirch     | 5     | 38,4 | 5     |
| FWG Blonhofen     | 4     | 40,6 | 5     |
| FFWG Frankenhofen | 3     | 20,9 | 2     |

### Gemeindefinanzen
im Jahr 2013 betrugen die Gemeindesteuereinnahmen 1.074.000 Euro, davon waren 236.000 Euro Gewerbesteuereinnahmen (netto).

### Wappen
| Wappen Markt Kaltental | Blasonierung: „In Rot über einem dreieckigen silbernen Rost eine goldene Mitra, beseitet von einem senkrechten silbernen Schlüssel und einem senkrechten silbernen Pfeil.“ |
| Wappen Markt Kaltental | Wappenbegründung: Die Farbgebung in Rot und Silber sowie die Bischofsmitra weist auf das Hochstift Augsburg und dessen historische Bedeutung für die Gemeinde Markt Kaltental hin. Die wehenden Bänder der Mitra stellen die von Norden nach Süden das Tal durchziehende Kardinalstraße dar, die 1440 vom Augsburger Fürstbischof angelegt wurde, um unter Umgehung des bayerischen Zolls die hochstift-augsburgischen Gebiete zwischen Augsburg und Füssen zu verbinden und um vom Italienhandel zu profitieren. Der Schlüssel als Symbol für den Hl. Petrus, dem zusammen mit dem Hl. Paulus die Pfarrkirche Aufkirch geweiht ist, steht für Aufkirch. Der Pfeil als Symbol für den Hl. Sebastian steht für Blonhofen und der Rost als Attribut des Hl. Laurentius soll auf das Patrozinium der Kirche von Frankenhofen hinweisen. Dieses Wappen wird seit 1982 geführt. |

## Kultur und Sehenswürdigkeiten
Seit 2005 hat sich in der ehemaligen Sennerei Aufkirch eine Galerie „Alte Sennerei“ niedergelassen, in der Ausstellungen für zeitgenössische Kunst veranstaltet werden. Im Frühjahr findet jeweils eine Keramikausstellung mit renommierten Künstlern und dem Schwerpunkt Objektkeramik und Rakukeramik statt. In den Sommermonaten wird eine Ausstellung mit Bildhauern organisiert, bei der auch Arbeiten im Freien gezeigt werden. Außerdem befindet sich eine Sammlung an Graphiken des bekannten Münchner Zeichners und Maler Wilhelm Maier-Solgk im Hause. Im Herbst findet regelmäßig eine Illustratorenausstellung mit international renommierten Künstlern statt (beispielsweise Reinhard Michl, Jindra Capek, Wolf Erlbruch, Quint Buchholz, Susanne Janssen, Isabel Pin, Aljoscha Blau). Während dieser Ausstellungen gibt es meist auch Lesungen mit bekannten Buchautoren.

## Bau- und Bodendenkmäler
In der Burgruine Helmishofen sind Reste einer im 12. Jahrhundert errichteten Burg bei Helmishofen zu sehen. Erhalten sind noch der Bergfried sowie einige kleine Mauerreste. Der Turm wird fälschlicherweise als Römerturm bezeichnet.

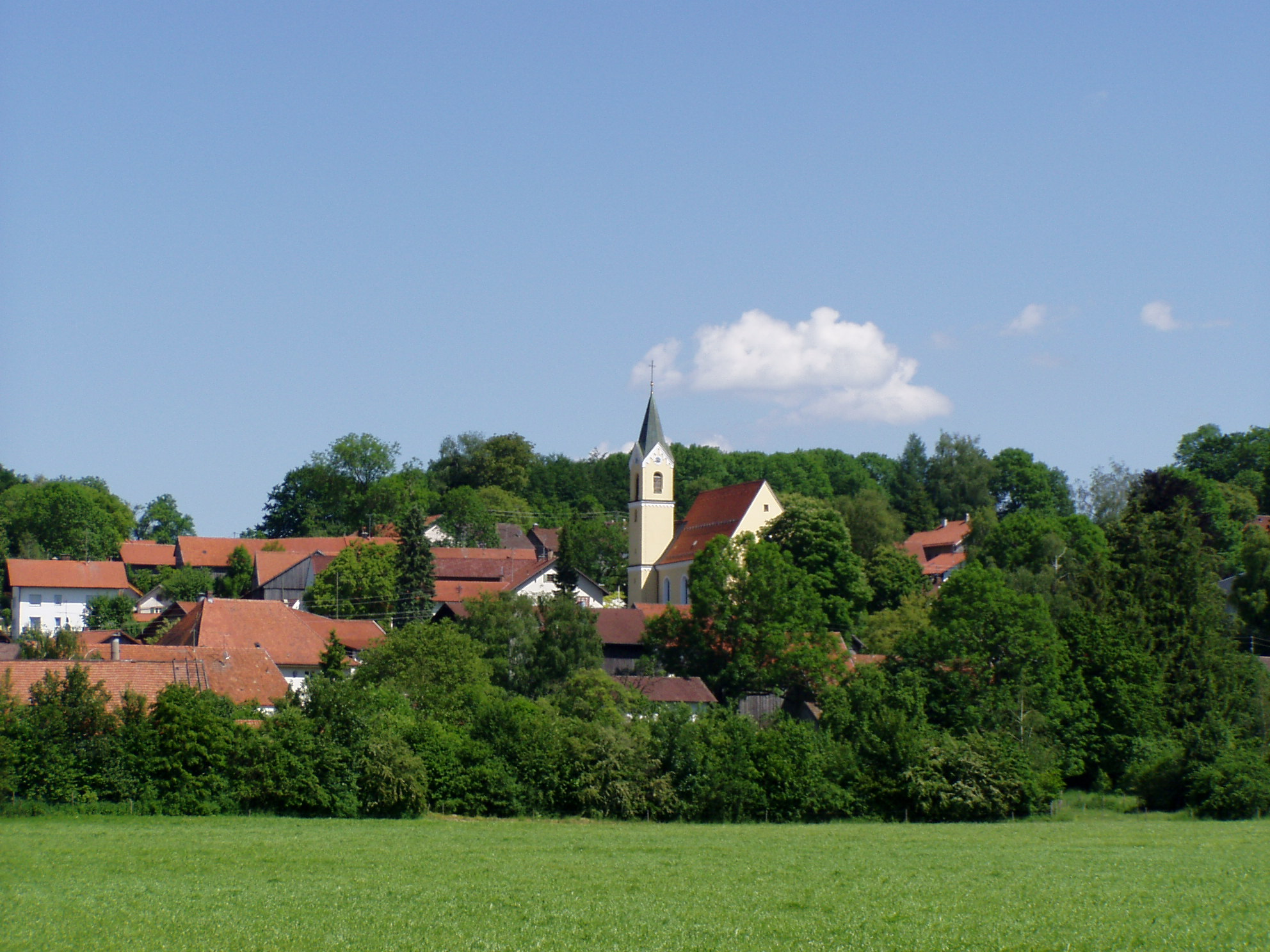
Aufkirch
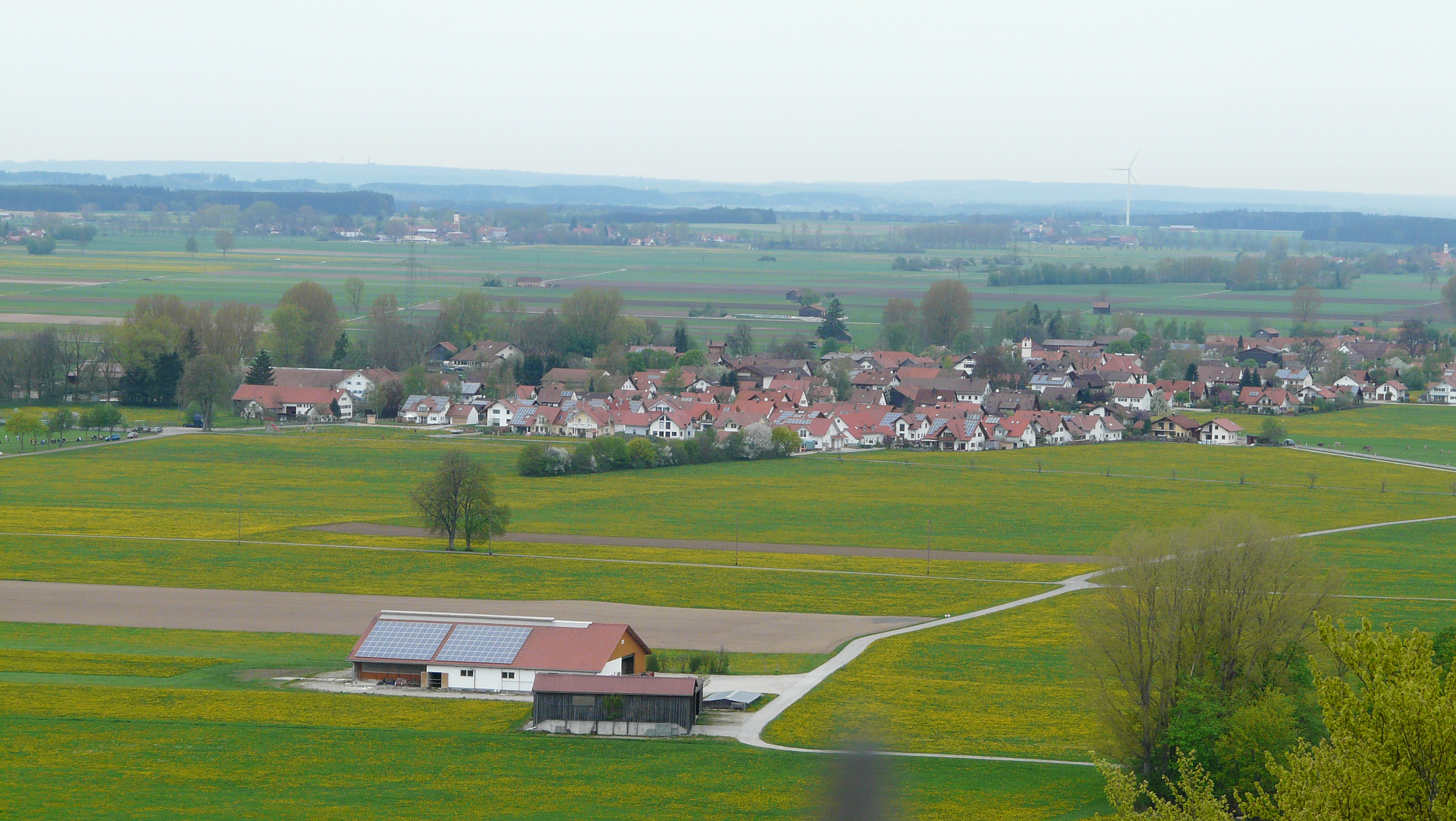
Blonhofen
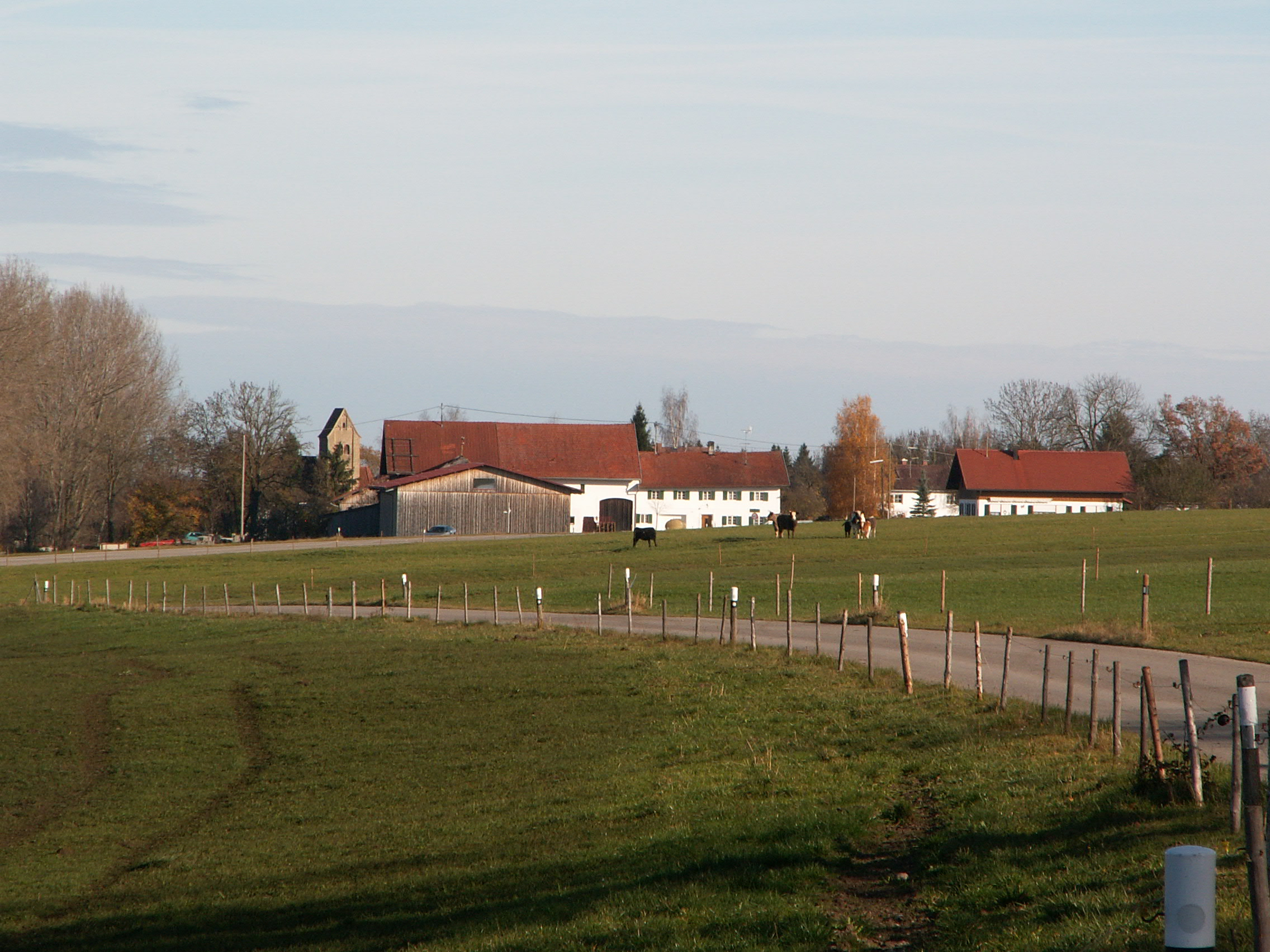
Eldratshofen
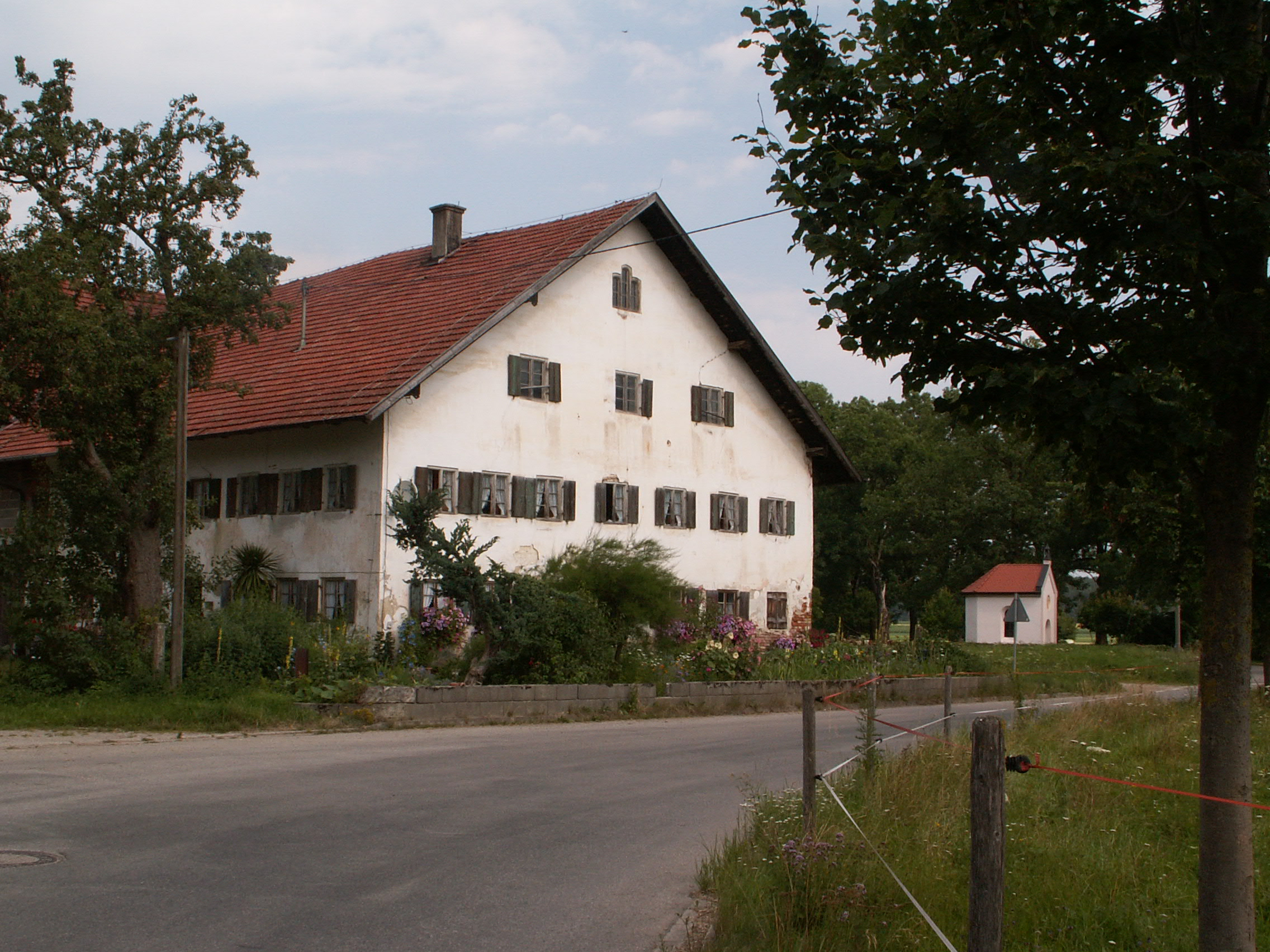
Gerbishofen
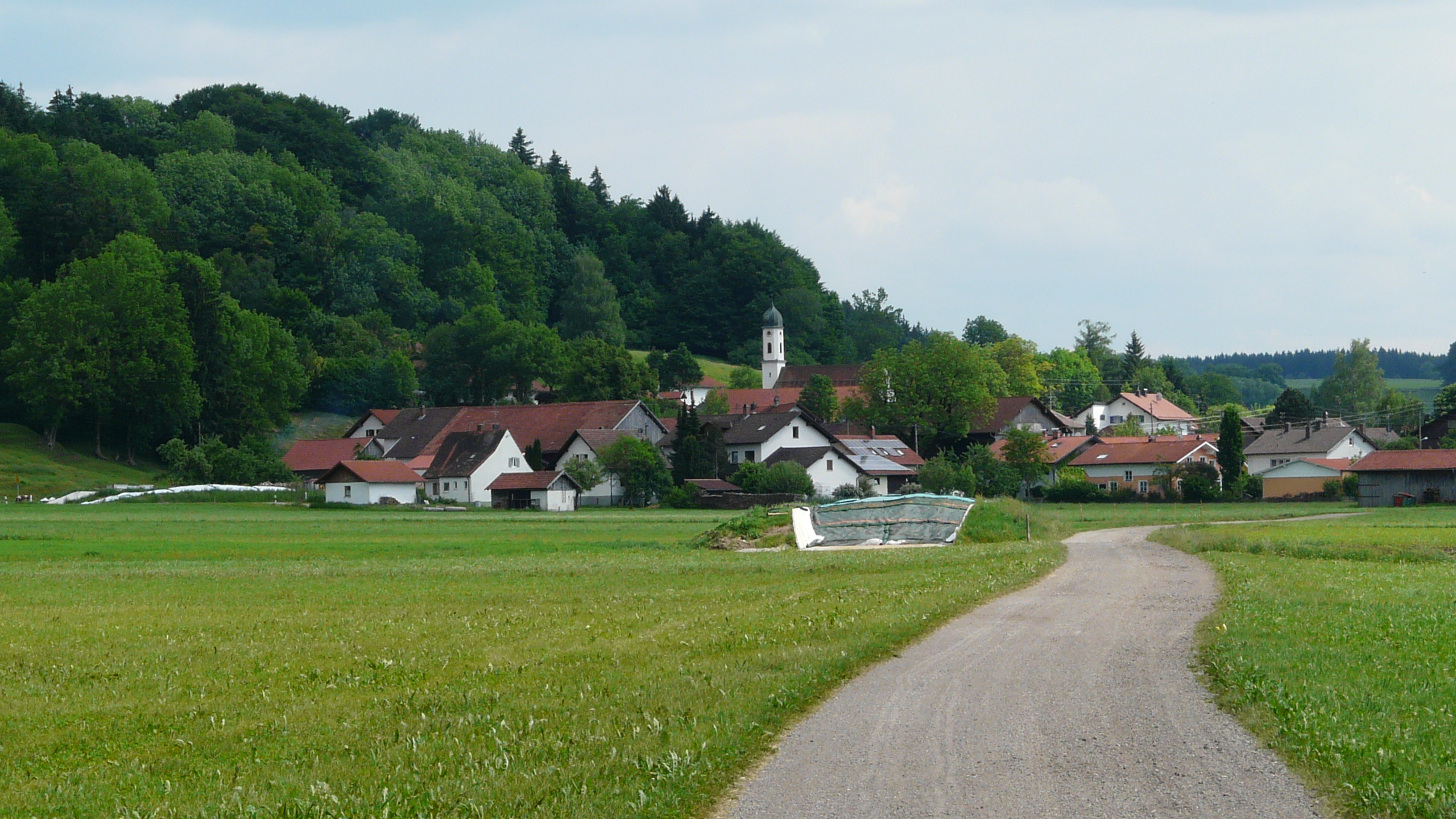
Helmishofen
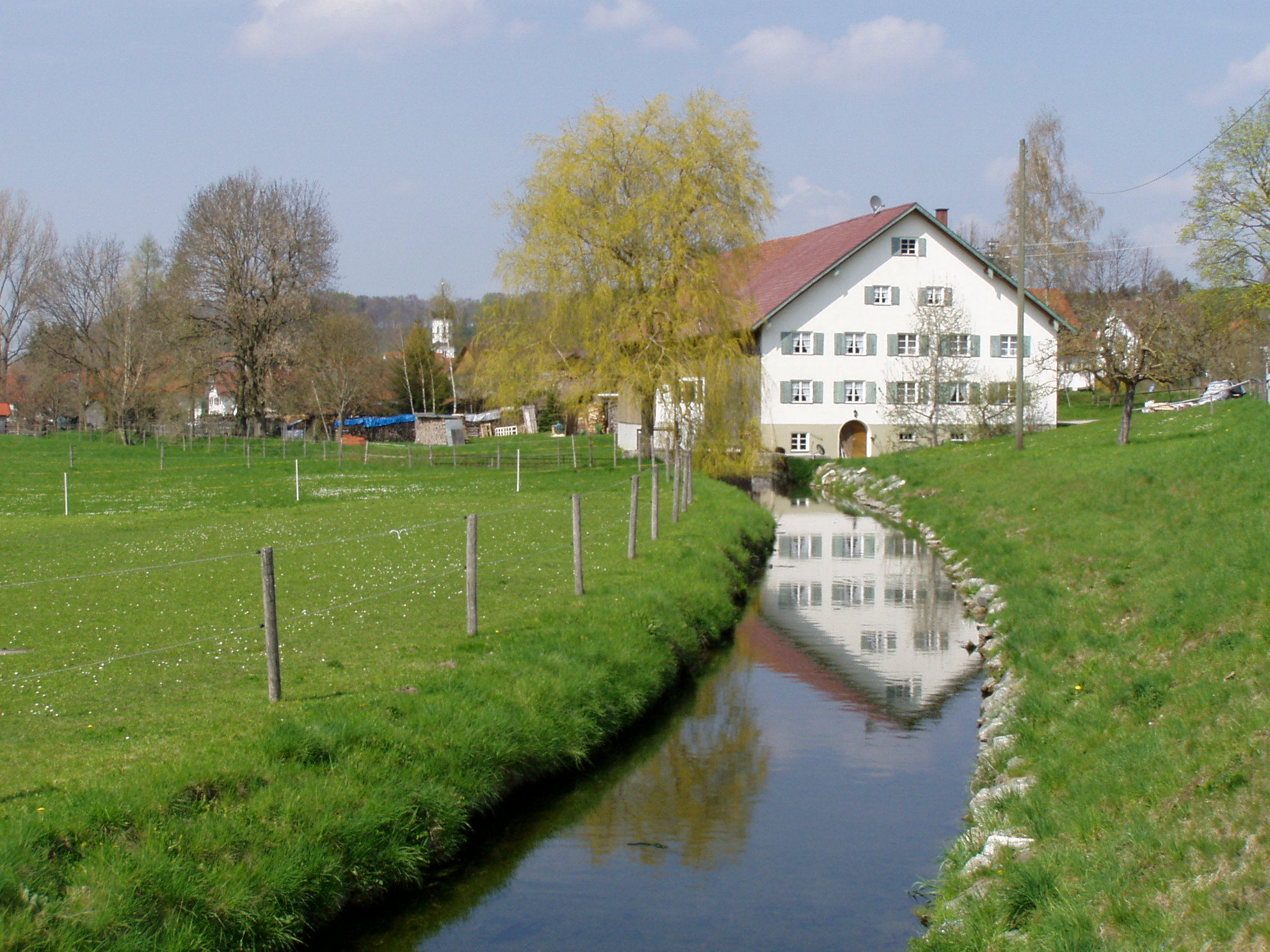
Hühnerbach in Frankenhofen

## Wirtschaft und Infrastruktur

### Wirtschaft
Es gab 2013 im Bereich der Land- und Forstwirtschaft keine, im produzierenden Gewerbe 95 und im Bereich Handel, Verkehr und Gastgewerbe 30 sozialversicherungspflichtig Beschäftigte am Arbeitsort. In sonstigen Wirtschaftsbereichen waren am Arbeitsort 41 Personen sozialversicherungspflichtig beschäftigt. Sozialversicherungspflichtig Beschäftigte am Wohnort gab es insgesamt 669. Im verarbeitenden Gewerbe gab es einen, im Bauhauptgewerbe fünf Betriebe. Im Jahr 2010 bestanden zudem 53 landwirtschaftliche Betriebe mit einer landwirtschaftlich genutzten Fläche von insgesamt 1415 ha. Davon waren 1108 ha Wiesen und Weiden.

### Verkehr

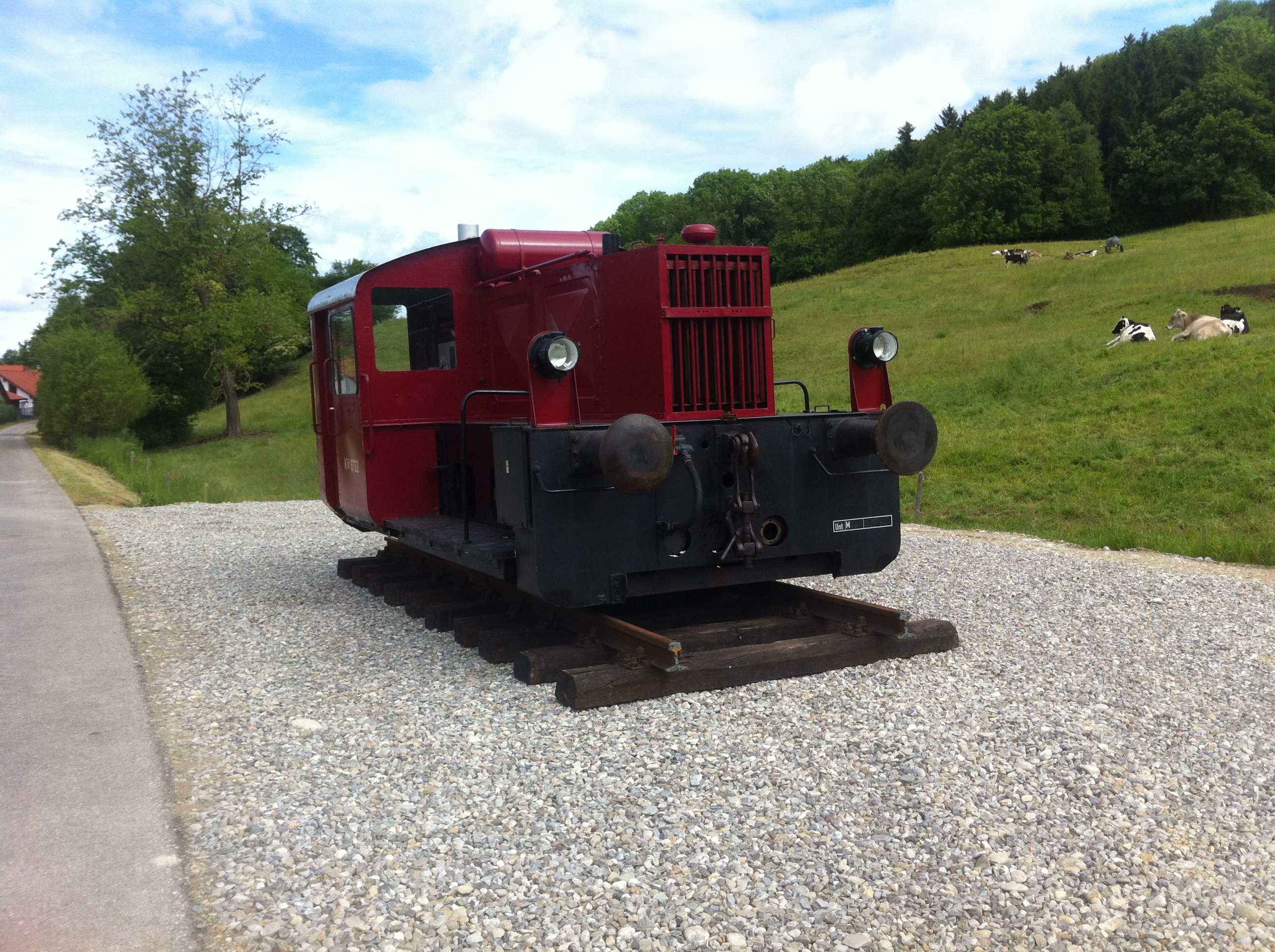
Eine Köf II am Sachsenrieder Bähnle bei Helmishofen

Ab 1922 gab es im Ort Aufkirch einen Bahnhof an der Bahnstrecke Kaufbeuren–Schongau. Der Bahnhof war ein Zugkreuzungsbahnhof und stellte den betrieblichen Mittelpunkt der Strecke dar. 1968 wurde der örtliche Güterverkehr und 1972 der Personenverkehr eingestellt und die Strecke stillgelegt.
Heute verlaufen auf dem Bahndamm der ehemaligen Nebenstrecke die Themenradwege Dampflokrunde sowie das Sachsenrieder Bähnle, das Ende September 2013 am Waldbahnhof im Sachsenrieder Forst feierlich eröffnet wurde und auf bzw. neben dem Bahndamm weiter bis zum Bahnhof Schongau führt. Bei Helmishofen wurde ein Rastplatz errichtet, an dem eine Köf II, eine Kleinlokomotive, zu besichtigen ist.

### Hochwasserschutz
Als Teil eines umfassenden und koordinierten Hochwasserschutzes an Hühnerbach und Gennach wurde in den Jahren 2012 und 2013 südlich des Gemeindeteiles Blonhofen ein Hochwasserrückhaltebecken für ca. 300.000 Kubikmeter Wasser durch den Zweckverband Hochwasserschutz Gennach-Hühnerbach errichtet. Das vom Freistaat Bayern geförderte Projekt stellt insbesondere ein Musterprojekt für die Region dar, als dass die elf Anrainergemeinden an Gennach und Hühnerbach nicht unkoordinierte Einzelmaßnahmen, sondern ein schlüssiges Gesamtkonzept erarbeitet und umgesetzt haben.

### Bildung
Es gibt folgende Einrichtungen (Stand: 2014):
- Ein Kindergarten: 62 Kindergartenplätze mit 44 Kindern
- Gemeindebücherei

Die Gemeinde gehört dem Schulverband Westendorf-Stöttwang sowie dem Mittelschulverband Germaringen an.

## Persönlichkeiten
- Georg Ried (* 1959), Moderator und Blasmusikexperte
- Josef Winiger (1943–2025), Literaturübersetzer und Autor
- Olaf Krätke (* 1959), Schauspieler, Sprecher, Regisseur und Produzent
- Freek Mestrini (* 1946), niederländischer Musiker, Komponist, Arrangeur und Dirigent, Eigentümer des Wertach Musikverlags in Kaltental